# Bogdan Latosiński
Bogdan Jan Latosiński (ur. 28 listopada 1964 w Chmielniku) – polski polityk, działacz związkowy i samorządowiec, poseł na Sejm VIII kadencji.

## Życiorys
Ukończył Liceum Ogólnokształcące dla Dorosłych (2007). Z zawodu kierowca autobusu, zatrudniony w Miejskim Przedsiębiorstwie Komunikacji w Kielcach. Został etatowym działaczem NSZZ „Solidarność”, przewodniczącym komisji zakładowej związku w MPK i członkiem zarządu Regionu Świętokrzyskiego.
Bez powodzenia kandydował do sejmiku świętokrzyskiego z listy Porozumienia Samorządowego (z poparciem NSZZ „Solidarność”) w 2006 oraz z ramienia Prawa i Sprawiedliwości w 2010, a w 2011 z listy PiS do Sejmu. Wkrótce został jednak radnym wojewódzkim w miejsce Krzysztofa Słonia, mandat utrzymał w 2014.
Wiosną 2015 odmówił objęcia mandatu posła VII kadencji zwolnionego przez Tomasza Kaczmarka. W wyborach parlamentarnych jesienią tego samego roku ponownie kandydował do Sejmu z trzynastego miejsca na liście PiS w okręgu nr 33 (Kielce). Został wybrany na posła VIII kadencji, otrzymując 5369 głosów. W wyborach w 2019 nie uzyskał poselskiej reelekcji.